# 黑带小头蛇
黑带小头蛇（学名：Oligodon melanozonatus）为游蛇科小头蛇属的爬行动物。在中国大陆，分布于西藏等地，垂直分布海拔600m。该物种的模式产地在西藏南部上罗通谷。

## 保护
本种于2023年被收录入《有重要生态、科学、社会价值的陆生野生动物名录》。